# Vilassar de Mar
Vilassar de Mar ist eine katalanische Stadt in der Provinz Barcelona im Nordosten Spaniens. Sie liegt in der Comarca Maresme.

## Söhne und Töchter der Stadt
- Ernest Lluch (1937–2000), Wirtschaftswissenschaftler und Politiker
- Miquel Robusté (* 1985), spanischer Fußballer
- Judit Neddermann (* 1991), Singer-Songwriterin und Gitarristin
- Rita Payés (* 1999), Jazzmusikerin
- Ona Batlle (* 1999), spanische Fußballspielerin
- Bad Gyal (* 1997), spanische Sängerin